# Lampion (imprezy na orientację)

Bok lampionu

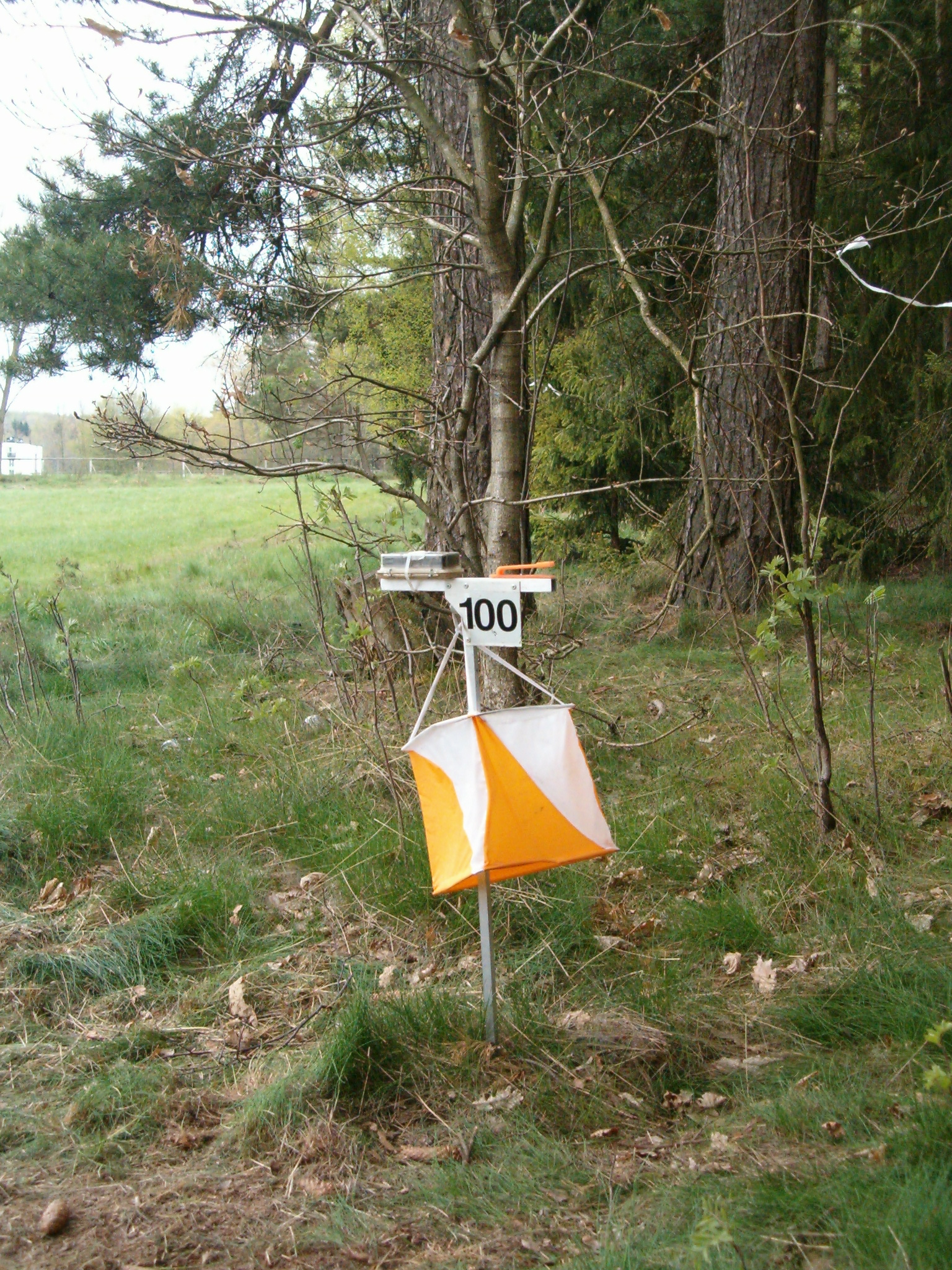
Stojak z lampionem (używany najczęściej w BnO, rzadziej w MnO).

Lampion (ang. control flag) – podstawowe wyposażenie punktu kontrolnego w imprezach na orientację.

## Wbiegu na orientację
Kształt lampionu stanowi graniastosłup o podstawie trójkątnej i boku o wymiarach 30 cm x 30 cm, który jest podzielony wzdłuż przekątnej na górną białą i dolną pomarańczową część.
W zawodach na orientację lampionem oprócz punktu kontrolnego oznacza się także położenie startu oraz dopuszcza się oznaczenie mety dwoma lampionami na dwóch końcach linii korytarza dobiegowego.

## Wmarszu na orientację
Jest to papierowy kwadrat o wymiarach boku 20–30 cm, przedzielony przekątną na dwa pola: białe i czerwone. W lewym górnym rogu lampionu znajduje się dwuznakowy kod lampionu (litery lub cyfry, rzadziej inne znaki).